# Список залов Эрмитажа

залы Эрмитажа

Список залов Главного музейного комплекса Эрмитажа включает в себя залы зданий Зимнего дворца, Малого Эрмитажа, Большого Эрмитажа и Нового Эрмитажа, а также фойе Эрмитажного театра. Все эти помещения имеют единую сквозную нумерацию, официально принятую в 1961 году. Служебные помещения (за редким исключением) в общую нумерацию не включены. Залы других подразделений Эрмитажа, таких как Здание Главного штаба, Зимний дворец Петра I, Запасной дом Зимнего дворца, Меншиковский дворец, РХЦ «Старая деревня», музей Императорского фарфорового завода, имеют свою отдельную нумерацию залов, независимую от нумерации главного комплекса.

## Общий план Главного музейного комплекса

- Зимний дворец
- Малый Эрмитаж
- Большой Эрмитаж
- Новый Эрмитаж
- Эрмитажный театр

## 1-й этаж

### Зимний дворец, залы 1—100
| Фото | №   | Раздел                                                                                   | Описание |
| ---- | --- | ---------------------------------------------------------------------------------------- | --- |
|      | 1   | Главный вестибюль + Иорданская галерея + Иорданская лестница                             | - Спящая Ариадна - Гаспаро Дициани. Потолочный плафон «Олимп» - Иорданская лестница |
|      | 2   | Лестница и верхняя площадка к Школьному гардеробу                                        | |
|      | 3   | Проход к Школьному гардеробу                                                             | |
|      | 4   | Служебное помещение                                                                      | |
|      | 5   | Служебное помещение                                                                      | |
|      | 6   | Школьный гардероб                                                                        | |
|      | 7   | Служебное помещение                                                                      | В 1917 году — приёмная комиссара Временного правительства Ф. А. Головина |
|      | 8   | Служебное помещение                                                                      | В XIX веке из этого зала был пробит выход на Дворцовую набережную, так называемый Детский (Невский) подъезд; этот подъезд был ликвидирован в конце 1945 года. |
|      | 9   | Вестибюль Школьного гардероба                                                            | |
|      | 10  | Проходной зал к Большой церковной лестнице                                               | |
|      | 11  | Зал палеолита                                                                            | Бывшая Передняя в апартаментах дочерей Николая (архитектор А. П. Брюллов, 1838—1839 гг.) |
|      | 12  | Зал эпохи неолита и ранней бронзы                                                        | Бывшая Готическая гостиная в апартаментах дочерей Николая I, архитектор А. П. Брюллов, 1838—1839 годы, перестроен А. И. Штакеншнейдером в 1855—1856 годах с сохранением общего оформления зала. В 1950 году колонны были зашиты, во второй половине 1980-х годов зал был отреставрирован и восстановлена отделка Брюллова. |
|      | 13  | Зал эпохи бронзы                                                                         | Первоначально — Библиотека, отделка по проекту А. П. Брюллова, затем Гостиная с амурами или Гостиная рокайль, архитектор А. И. Штакеншнейдер, заново отделана в 1855—1856 годы. В зале был пробит выход на Дворцовую набережную, так называемый Угловой подъезд (иначе Собственный их Императорских Величеств подъезд); этот подъезд был ликвидирован в конце 1945 года. В настоящее время отделка зала в основном утрачена, сохранилась лишь лепнина сводов (без позолоты) и фигурки амуров на пилонах. |
|      | 14  | Зал эпохи бронзы (2)                                                                     | Бывший Кабинет великой княжны Ольги Николаевны (дочери Николая I), в середине 1850-х гг. декорирован А. И. Штакеншнейдером. В начале XX века — Детская гостиная; в 1917—1918 годах — приёмная наркома просвещения А. В. Луначарского |
|      | 15  |                                                                                          | Бывшая Спальная комната на Четвёртой запасной половине. |
|      | 16  |                                                                                          | |
|      | 17  |                                                                                          | До 1926 года зал был разделён на два помещения. В левой части располагался Верхний кабинет Николая I, в правой части — Адъютантская Николая I. |
|      | 18  | Служебное помещение                                                                      | |
|      | 19  | Служебное помещение                                                                      | |
|      | 20  | Служебное помещение                                                                      | |
|      | 21  | Служебное помещение                                                                      | |
|      | 22  | Искусство средневекового Азербайджана                                                    | |
|      | 23  | Салтыковская лестница                                                                    | Часть нижней площадки лестницы отгорожена и используется как служебное помещение. |
|      | 24  | Кутузовский коридор                                                                      | |
|      | 25  | Служебное помещение                                                                      | |
|      | 26  | Зал культуры и искусства кочевых племен Алтая VI—IV вв. до н. э.                         | Бывшая Дворцовая гауптвахта - Пазырыкский ковёр - Мумия вождя |
|      | 27  | Вестибюль Салтыковского подъезда                                                         | |
|      | 28  | Зал культуры и искусства кочевых племен Алтая VI—IV вв. до н. э. (2)                     | |
|      | 29  | Зал культуры и искусства кочевых племен Алтая VI—IV вв. до н. э. (3)                     | |
|      | 30  | Культура Тувы скифского периода                                                          | |
|      | 31  | Южная Сибирь и Забайкалье в железном веке и раннем Средневековье                         | |
|      | 32  | Зал культуры и искусства кочевых племен Саяно-Алтая и Южной Сибири VI—XIII вв.           | |
|      | 33  | Кутузовский коридор. Европа в эпоху Великого переселения народов и раннего средневековья | |
|      | 34  | Южная Сибирь и Забайкалье в железном веке и раннем средневековье                         | |
|      | 35  |                                                                                          | |
|      | 36  |                                                                                          | |
|      | 37  |                                                                                          | |
|      | 38  | Средняя Азия. Древность и раннее средневековье                                           | |
|      | 39  | Средняя Азия. Древность и раннее средневековье (2)                                       | |
|      | 40  |                                                                                          | |
|      | 41  | Золотая кладовая Эрмитажа                                                                | |
|      | 42  | Золотая кладовая Эрмитажа                                                                | |
|      | 43  | Золотая кладовая Эрмитажа                                                                | |
|      | 44  | Золотая кладовая Эрмитажа                                                                | |
|      | 45  | Золотая кладовая Эрмитажа                                                                | |
|      | 46  | Средняя Азия. Древность и раннее средневековье (3)                                       | |
|      | 47  | Средняя Азия. Древность и раннее средневековье (4)                                       | |
|      | 48  | Зал культуры и искусства доисламской Средней Азии                                        | |
|      | 49  | Средняя Азия. Древность и раннее средневековье                                           | |
|      | 50  | Средняя Азия. Древность и раннее средневековье (2)                                       | |
|      | 51  | Средняя Азия. Древность и раннее средневековье (3)                                       | |
|      | 52  | Средняя Азия. Древность и раннее средневековье (4)                                       | |
|      | 53  | Средняя Азия. Древность и раннее средневековье (5)                                       | |
|      | 54  | Средняя Азия. Древность и раннее средневековье (6)                                       | |
|      | 55  | Южный Кавказ к. II-нач. I тыс. до н. э.                                                  | |
|      | 56  | Зал культуры и искусства Урарту                                                          | - Урартское крылатое божество |
|      | 57  | Мощевая Балка — археологический памятник на Северокавказском шелковом пути               | |
|      | 57а | Могильник Мощевая Балка                                                                  | - Мумифицированные останки женщины из Мощевой Балки |
|      | 58  | Культура и искусство Дагестана                                                           | |
|      | 59  | Культура и искусство Дагестана (2)                                                       | - Рукопись Шайзалы «Блеск света сердец в собирании тайн влюблённого и возлюбленного» |
|      | 60  | Культура и искусство Дагестана (3)                                                       | |
|      | 61  | История и культура Золотой Орды                                                          | |
|      | 62  | Зал культуры и искусства Грузии                                                          | |
|      | 63  | Зал культуры и искусства Армении                                                         | |
|      | 63а | Зал культуры и искусства Армении                                                         | |
|      | 64  |                                                                                          | |
|      | 65  | Оружейное искусство Востока XV—XIX вв.                                                   | Первоначально зал являлся вестибюлем дворцового театра (Оперного дома), однако театр был разобран ещё в конце XVIII века, а сам вестибюль был разделён на несколько помещений и в нём возведён антресольный этаж. Впоследствии здесь размещались канцелярские комнаты дворцового правления. В 1926—1932 годах все небольшие комнаты, включая антресольный этаж, были снесены и восстановлена первоначальная планировка Растрелли. До 1945 года зал назывался Большой зал или Зал на площадь и в нём выставлялся макет московского метро. После Великой Отечественной войны получил своё современное название — Белоколонный зал и в нём была создана постоянная экспозиция восточного оружия. |
|      | 66  | История и культура Золотой Орды                                                          | |
|      | 67  |                                                                                          | |
|      | 68  | История и культура Золотой Орды (2)                                                      | |
|      | 69  | История и культура Золотой Орды (3)                                                      | |
|      | 70  | Служебное помещение                                                                      | |
|      | 71  | Октябрьская лестница                                                                     | По другим данным — служебное помещение в северо-восточном ризалите Зимнего дворца |
|      | 72  | Служебное помещение                                                                      | |
|      | 73  | Служебное помещение                                                                      | Нижняя площадка служебной Первобытной лестницы. В XIX веке из этого зала был пробит выход на Дворцовую набережную, так называемый Запасный (Министерский) подъезд; этот подъезд был ликвидирован в конце 1945 года. |
|      | 74  |                                                                                          | |
|      | 75  | Служебное помещение                                                                      | |
|      | 76  | Растреллиевская галерея                                                                  | До 1917 года — Кухонный коридор. В настоящее время — зона отдыха посетителей. |
|      | 77  | Большой кафетерий                                                                        | |
|      | 78  | Служебное помещение                                                                      | |
|      | 79  | Музейный магазин                                                                         | |
|      | 80  |                                                                                          | |
|      | 81  | Компьютерный зал                                                                         | |
|      | 82  | Музейный магазин                                                                         | |
|      | 83  | Малый кафетерий                                                                          | |
|      | 84  | Зона отдыха для посетителей                                                              | |
|      | 85  |                                                                                          | До 2019 года в зале выставлялись коптские ткани, затем зал был закрыт на реконструкцию. С 2021 года используется как выставочное помещение Отдела Древнего Востока. |
|      | 86  |                                                                                          | Зал используется для проведения временных выставок Отдела Древнего Востока. |
|      | 87  |                                                                                          | Зал используется для проведения временных выставок Отдела Древнего Востока. |
|      | 88  |                                                                                          | Зал используется для проведения временных выставок Отдела Древнего Востока. |
|      | 89  | Зал культуры и искусства древнего Ближнего Востока                                       | |
|      | 90  | Зал культуры и искусства древнего Ближнего Востока (2)                                   | |
|      | 91  | Зал культуры Пальмиры                                                                    | |
|      | 92  | Служебное помещение                                                                      | |
|      | 93  | Служебное помещение                                                                      | |
|      | 94  | Служебное помещение                                                                      | |
|      | 95  | Служебное помещение                                                                      | |
|      | 96  | Служебное помещение                                                                      | |
|      | 97  | Малый Комендантский коридор                                                              | Зона отдыха для посетителей |
|      | 98  | Комендантский гардероб                                                                   | |
|      | 99  | Большой комендантский коридор                                                            | Входная зона и вестибюль Комендантского подъезда Зимнего дворца, нижняя площадка Комендантской лестницы |
|      | 100 | Зал Древнего Египта                                                                      | Создан в 1940 г. по проекту А. В. Сивкова на месте Главного буфета Зимнего дворца. |

### Малый Эрмитаж, залы 101—105
| Фото | №   | Раздел                                                               | Описание                                                                                      |
| ---- | --- | -------------------------------------------------------------------- | --------------------------------------------------------------------------------------------- |
|      |     | Античный мир                                                         |                                                                                               |
|      | 101 | Площадка Сивкова перехода со стороны Зимнего дворца. Римские мозаики |                                                                                               |
|      | 102 | Сивков переход. Экспозиция: Римский рельеф                           |                                                                                               |
|      | 103 | Выставочный зал «Манеж»                                              | Бывший Манеж Малого Эрмитажа, используется для проведения временных выставок.                 |
|      | 104 | Площадка Сивкова перехода между Малым и Новым Эрмитажем              |                                                                                               |
|      | 105 | Вестибюль входа со стороны Шуваловского проезда                      | Бывшая Конюшня Малого Эрмитажа. Часть зала отгорожена и используется под служебные помещения. |

### Новый Эрмитаж, залы 106—130
| Фото | №       | Раздел                                                                             | Описание |
| ---- | ------- | ---------------------------------------------------------------------------------- | --- |
|      |         | Античный мир                                                                       | |
|      | 106     | Римская скульптура II—III вв.                                                      | Первоначально — Кабинет скульптуры. Ранее здесь выставлялся Скорчившийся мальчик. В 1938—1939 годах архитектором А. В. Сивковым в зале сделан переход в Малый Эрмитаж и Зимний дворец. |
|      | 107     | Зал Юпитера. Искусство Древнего Рима I—IV веков                                    | Первоначально — Первый зал новейшей скульптуры. - Адриан - Венера - Саркофаг - Септимий Север |
|      | 108     | Античный дворик или Зал Ауры. Античная декоративная скульптура                     | Первоначально Зал древней скульптуры. Отделка зала П. Катоцци, А. И. Теребенев и другие. - Эрот с ракушкой |
|      | 109     | Зал Диониса. Римская декоративная скульптура                                       | - Венера Таврическая - Дионис и Кора - Пантера |
|      | 110     | Вестибюль Главного подъезда и нижняя площадка парадной лестницы Нового Эрмитажа    | В вестибюле Главного подъезда выставляются римские копии греческих статуй IV до н. э., нижняя площадка лестницы используется как зона отдыха посетителей, подлестничное пространство занято под служебные помещения. - Евтерпа - Отдыхающий сатир - Терпсихора - Эрато - Венера Эрмитажная - Статуя женщины                                                         |
|      | 111     | Зал искусства Древней Греции периода архаики и ранней классики                     | По проекту зал предназначался для одной из библиотек императорского музея, но был задействован как Зал русской скульптуры, с 1859 года — Зал рисунков. |
|      | 112     | Зал Афины. Искусство Древней Греции эпохи классики                                 | Зал предназначался для одной из библиотек императорского музея, первоначально — Зал манускриптов. - Статуя Афины - Асклепий - Торс Геракла - Юноша - Герма Гермеса - Ника - Философ - Арес - Деметра - Богиня - Голова Афины - Геракл в саду Гесперид |
|      | 113     | Овальный зал. Искусство Древней Греции конца VI — начала IV вв. до н. э.           | Первоначально — Зал археологии |
|      | 114     | Зал Геракла. Искусство Древней Греции IV в. до н. э.                               | Зал предназначался для одной из библиотек императорского музея. |
|      | 115     | Зал культуры и искусства античных городов Северного Причерноморья                  | Зал предназначался для одной из библиотек императорского музея. Ныне здесь экспонируются Мирмекийский саркофаг и другие находки из Северного Причерноморья. - Мирмекийский саркофаг - Статуя Кибелы |
|      | 116     | Зал культуры и искусства античных городов Северного Причерноморья (2)              | Зал предназначался для одной из библиотек императорского музея. - Пантикапейский лев |
|      | 117     | Зал культуры и искусства античных городов Северного Причерноморья (3)              | Первоначально в зале располагалась Библиотека Вольтера. |
|      | 118     | Зал ваз                                                                            | Первоначально — Зал гравюр. |
|      | 119     | Античная колонизация Северного Причерноморья                                       | В советское время в зале располагалась одна из экспозиций, посвящённых Античному миру; в конце 1970-х зал был закрыт и использовался как служебное помещение; в 2010-х годах проведена капитальная реставрация помещения и в конце декабря 2019 года в зале вновь была развёрнута экспозиция посвящённая античности — Античная колонизация Северного Причерноморья. |
|      | 120     | Зал резных камней (2)                                                              | Первоначально — планировался Кабинет рисунков, но в итоге была размещена Галерея древностей Боспора Киммерийского - Камея Гонзага |
|      | 121     | Зал культуры и искусства эпохи эллинизма                                           | Первоначально — Зал древностей Боспора Киммерийского и предназначался для памятников Херсонеса Таврического. - Статуя женщины - Венера на корточках - Портрет философа-стоика - Ганимед с орлом - Тюхе - Венера Гатчинская - Аполлон - Голова умирающего галла - Нимфа с раковиной - Гигея - Голова Асклепия - Серапис                                              |
|      | 122—126 | Бриллиантовая (Особая) кладовая                                                    | |
|      | 127     | Зал Августа. Искусство Рима эпохи Республики и ранней Империи                      | Ранее на месте зала было два небольших помещения и сквозной проезд из юго-западного в северный двор Нового Эрмитажа, затем Кабинет скульптуры. |
|      | 128     | Зал Большой вазы. Искусство Рима эпохи императоров Траяна и Адриана, конец I—II в. | Зал должен был стать главным вестибюлем императорского Нового Эрмитажа. - Антиной - Большая Колыванская ваза |
|      | 129     | Помпеянский зал. Прикладное искусство Римской империи                              | Первоначально — Кабинет египетской скульптуры |
|      | 130     | Двадцатиколонный зал. Искусство Древней Италии VII—III веков до новой эры          | Первоначально — Зал греко-этрусских ваз. |

### Большой Эрмитаж, залы 131—142
| Фото         | №            | Раздел | Описание |
| ------------ | ------------ | --- | --- |
|              |              | | |
|              | 131          | Южноиталийские вазы периода расцвета | Нижняя площадка Советской лестницы |
| Залы 132—142 | Залы 132—142 | С ноября 1927 года выставлялись скифо-эллинские и археологические коллекции; с 1935 года в этих залах располагается Дирекция Государственного Эрмитажа. | С ноября 1927 года выставлялись скифо-эллинские и археологические коллекции; с 1935 года в этих залах располагается Дирекция Государственного Эрмитажа. |

## 2-й этаж

### Зимний дворец, залы 143—202
| Фото | №    | Раздел                                              | Примечание |
| ---- | ---- | --------------------------------------------------- | --- |
|      | 143  | Древнерусская иконопись XIV — начала XVIII века     | Залы 143—146 долгое время были закрыты для посетителей и частично использовались как служебные помещения, с марта 2020 года в них развёрнута постоянная экспозиция русских икон XIV — начала XVIII века. - Симон Ушаков - Иоанн Богослов в молчании |
|      | 144  | Древнерусская иконопись XIV — начала XVIII века     | |
|      | 145  | Древнерусская иконопись XIV — начала XVIII века     | |
|      | 146  | Древнерусская иконопись XIV — начала XVIII века     | |
|      | 147  | Древнерусская культура                              | |
|      | 148  | Древнерусская культура                              | - Тмутараканский камень |
|      | 149  | Древнерусская культура                              | |
|      | 150  | Культура Московского царства                        | Часть зала отгорожена и является площадкой служебной Конторской лестницы |
|      | 151  | Портретная галерея дома Романовых                   | Первоначально — Помпейская галерея, построена после пожара 1837 года по проекту В. П. Стасова на месте нескольких небольших залов, перестроена в 1886 году по проекту А. М. Горностаева |
|      | 152  | Выставочный зал Восточной галереи                   | Используется для проведения временных выставок. До 1946 года вместе с залом 399 составлял одно двухсветное помещение, в нём была размещена оранжерея - «Помпейский сад Зимнего дворца». В ходе реконструкции 1946—1947 годов на уровне 3-го этажа было возведено перекрытие и образован зал 399, отданный под нумизматические коллекции. |
|      | 153  | Портретная галерея дома Романовых                   | Интерьер 1880-х годов. |
|      | 154  | Малая (Сретенская) церковь                          | После Октябрьской революции церковь была закрыта и использовалась как служебное помещение — реставрационные мастерские. Здесь была проведена реставрация «Данаи» Рембрандта. В 2018—2021 году церковные интерьеры были восстановлены и 5 мая 2021 года зал был открыт для публики. - Фелонь со знаками ордена Св. Александра Невского |
|      | 155  | Арапский зал или Большая столовая                   | Зал создан А. П. Брюлловым после пожара 1837 года, в отделке использованы лепные медальоны по рисункам Б. Торвальдсена.Название получил от того, что когда он использовался как столовая в нём прислуживали арапы (эфиопы). В настоящее время используется для проведения временных выставок. |
|      | 156  | Ротонда                                             | Архитектор О. Монферран, после пожара 1837 года восстановлен А. П. Брюлловым. Экспозиция «Галерея Петра Великого», обновленная открыта в январе 2022 года. - Трофейное седло Карла XII - Растрелли. Бюст Петра I |
|      | 157  |                                                     | Экспозиция «Галерея Петра Великого», обновленная открыта в январе 2022 года. |
|      | 158  |                                                     | Экспозиция «Галерея Петра Великого», обновленная открыта в январе 2022 года. - Токарное паникадило Петра I |
|      | 159  | Зал русской культуры первой половины XVIII века     | Обновленная экспозиция «Культура России в первой половине XVIII века», посвященная Петру и Елизавете, должна открыться в течение 2022 года. |
|      | 160  | Зал русской культуры первой половины XVIII века (2) | Обновленная экспозиция «Культура России в первой половине XVIII века», посвященная Петру и Елизавете, должна открыться в течение 2022 года. |
|      | 161  | Зал русской культуры                                | Первоначально — Гимнастическая комната великих князей или Корабельная. Обновленная экспозиция «Культура России в первой половине XVIII века», посвященная Петру и Елизавете, должна открыться в течение 2022 года. |
|      | 162  |                                                     | Обновленная экспозиция «Культура России в первой половине XVIII века», посвященная Петру и Елизавете, должна открыться в течение 2022 года. |
|      | 163  |                                                     | Обновленная экспозиция «Культура России в первой половине XVIII века», посвященная Петру и Елизавете, должна открыться в течение 2022 года. |
|      | 164  |                                                     | Обновленная экспозиция «Культура России в первой половине XVIII века», посвященная Петру и Елизавете, должна открыться в течение 2022 года. |
|      | 165  |                                                     | Обновленная экспозиция «Культура России в первой половине XVIII века», посвященная Петру и Елизавете, должна открыться в течение 2022 года. |
|      | 166  |                                                     | Обновленная экспозиция «Культура России в первой половине XVIII века», посвященная Петру и Елизавете, должна открыться в течение 2022 года. |
|      | 167  | Зал русской культуры второй половины XVIII века     | |
|      | 168  | Зал русской культуры второй половины XVIII века     | |
|      | 168а | Ванная                                              | На схемах этот зал также фигурирует под № 945 |
|      | 169  | Зал русской культуры второй половины XVIII века     | Первоначально — Библиотека |
|      | 170  | Зал русской культуры второй половины XVIII века     | |
|      | 171  | Зал русской культуры второй половины XVIII века (2) | |
|      | 172  |                                                     | |
|      | 173  |                                                     | - Наградные кружки - Предметы из орденских сервизов - Кресло президента Военной коллегии |
|      | 174  |                                                     | |
|      | 175  | Интерьер в неорусском стиле                         | |
|      | 176  | Интерьер эпохи модерн                               | |
|      | 177  | Интерьер в неоклассическом стиле                    | |
|      | 178  | Библиотека Николая II                               | Архитектор А. Ф. Красовский. 1894—1895 годы |
|      | 179  | Курительная комната                                 | |
|      | 180  | Гостиная в стиле «второго» рококо                   | |
|      | 181  | Экспозиция: Помпейская столовая                     | Бывший Кабинет императора Николая II. Представлены предметы, сохранившиеся от первоначального убранства «Помпейской столовой», оформленной в 1836—1839 годах А. П. Брюлловым. |
|      | 182  | Готический кабинет                                  | Мебельный гарнитур сделан в 1830-х годах для усадьбы Голицыных-Строгановых «Марьино» фирмой братьев Э. и П. Гамбсов. - Винченцо Петрочелли. Портрет молодого князя Н. Б. Юсупова |
|      | 183  | Будуар 1840—1850 гг.                                | Бывшая Уборная императрицы Александры Федоровны (архитектор А. Красовский, 1894—1895). Поставлен гарнитур Розовой гостиной (не сохранилась) Зимнего дворца, созданной по проекту А. И. Штакеншнейдера в 1846—1847 гг. |
|      | 184  | Экспозиция: Гостиная усадебного дома                | Архитекторы А. П. Брюллов и А. Ф. Красовский |
|      | 185  | Экспозиция: Зал Гамбса                              | |
|      | 186  | Зал Росси                                           | |
|      | 187  | Гостиная Зимнего дворца                             | Архитектор А. Ф. Красовский |
|      | 188  | Помпейская, или Малая столовая                      | До пожара 1837 года — неиспользуемое помещение, подготавливаемое к отделке. После пожара зал отделан по проекту А. П. Брюллова с учётом проекта 1831 года и с использованием заготовленных ещё тогда расписанных панелей. Перестроен в 1894 году по проекту Р. Ф. Мельцера. В октябре 1917 года в этом зале было арестовано Временное правительство России. |
|      | 189  | Малахитовая гостиная                                | А. П. Брюллов, 1839. Парадная гостиная императрицы Александры Федоровны, супруги Николая I. |
|      | 190  | Концертный зал                                      | Создан архитектором Д. Кваренги, восстановлен В. П. Стасовым после пожара 1837 года со значительными изменениями. В 1979—1981 годах была проведена капитальная реставрация росписей. - Рака Александра Невского |
|      | 191  | Николаевский зал                                    | Создан архитектором Д. Кваренги, воссоздан В. П. Стасовым после пожара 1837 года со значительными изменениями. Главный зал Невской парадной анфилады предназначался для официальных церемоний и балов. |
|      | 192  | Аванзал                                             | Первый зал Парадной Невской анфилады. Создан по проекту Растрелли, перестроен в 1793 году Д. Кваренги, восстановлен архитектором В. П. Стасовым после пожара 1837 г. с сохранением интерьеров Д. Кваренги. Используется для проведения временных выставок. |
|      | 193  | Фельдмаршальский зал                                | Зал открывает Большую парадную анфиладу Зимнего дворца. Интерьер восстановлен после пожара 1837 г. В. П. Стасовым близко к проекту О. Р. де Монферрана (1833—1834). |
|      | 194  | Петровский (Малый тронный) зал                      | Создан в 1833 г. О. Монферраном и восстановлен после пожара 1837 г. В. П. Стасовым |
|      | 195  | Гербовый зал                                        | Первоначально на месте зала была Светлая галерея, созданная по проекту Ф. Б. Растрелли, и ряд небольших помещений. Галерея была в XVIII веке перестроена Ю. М. Фельтеном с расширением в сторону двора и в итоге преобразована в Белый зал. После пожара 1837 года зал частично восстановлен В. П. Стасовым с присоединением к нему ещё нескольких маленьких комнат. В 1942 году в Зимний дворец попал немецкий снаряд и пробил потолок зала и значительно повредив интерьеры; зал восстановлен к 7 ноября 1946 года. В настоящее время используется для проведения временных выставок. |
|      | 196  | Пикетный зал                                        | Создан по проекту В. П. Стасова в 1838 г. и предназначался для разводов дворцового караула — пикета |
|      | 197  | Военная галерея 1812 года                           | Создана по проекту К. И. Росси в 1826 г., перестроена В. П. Стасовым после пожара 1837 года с присоединением небольшого зала со стороны Дворцовой церкви. |
|      | 198  | Георгиевский (Большой тронный) зал                  | Создан в начале 1840-х гг. В. П. Стасовым, который сохранил композиционное решение Дж. Кваренги. |
|      | 199  | Служебное помещение                                 | |
|      | 200  | Министерский коридор                                | |
|      | 201  | Министерский коридор                                | |
|      | 202  |                                                     | |

### Малый Эрмитаж, залы 203—205
| Фото | №   | Раздел          | Примечание |
| ---- | --- | --------------- | --- |
|      |     |                 | |
|      | 203 |                 | |
|      | 204 | Павильонный зал | Первоначально на этом месте был небольшой Центральный (Двухсветный) зал, оранжерея — Тёплый сад, Кабинет мозаичных картин и три маленьких помещения. Перестроены в один общий зал архитектором А. И. Штакеншнейдером в 1850—1858 году с частичным сохранением архитектурного декора и членений. Часы Павлин первоначально располагались в Среднем отсеке Восточной галереи (зал 256). - Часы «Павлин» |
|      | 205 |                 | |

### Большой Эрмитаж, залы 206—225
| Фото | №   | Раздел                                                   | Примечание |
| ---- | --- | -------------------------------------------------------- | --- |
|      | 206 | Советская лестница                                       | Архитектор А. И. Штакеншнейдер, сер. XIX века - Аполлон Бельведерский (копия) - Бернини. Аполлон и Дафна (копия) - Бенцони. Купидон и Психея - Луиджи Бьенеме. Танцующая вакханка |
|      | 207 | Зал искусства Италии эпохи Возрождения XIII—XV вв.       | Первый зал Невской анфилады Старого (Большого) Эрмитажа. Архитектор Д. Кваренги. Первоначально — Зал Рембрандта, в 1850-е годы перестроен А. И. Штакеншнейдером. Бывшая Парадная приемная. - Паоло ди Джованни Феи. Мадонна с Младенцем и двумя ангелами - Уголино ди Тедиче. Крест с изображением распятия - Симоне Мартини. Мадонна из сцены «Благовещение». - Антонио да Фиренце. Мадонна с Младенцем, святым епископом, Иоанном Крестителем и ангелами - Сиенская школа. Мадонна с Младенцем - Никколо ди Пьетро Джерини. Распятие с Марией и Иоанном - Лоренцо ди Никколо Джерини. Мадонна с Младенцем - Дуям Вускович. Евангелист Матфей, святой Дуям, святой Анастасий, святой Людовик Тулузский, евангелист Марк - Биччи ди Лоренцо. Мадонна с Младенцем, святым Иаковом Младшим, Иоанном Крестителем и ангелами - Последователь Дуччо. Распятие |
|      | 208 | Зал искусства Италии эпохи Возрождения XIV—XV вв.        | - Спинелло Аретино. Свв. Бенедетто и Понциано - Бартоломео Капорали. Свв. Франциск, Геркулан, Лука и Иаков - Бернардино Фунгаи. Великодушие Сципиона Африканского - Бартоломео Капорали. Свв. Николай, Лаврентий, Петр и Антоний |
|      | 209 | Зал искусства Италии эпохи Возрождения XV в.             | - Фра Анжелико. Реликварий - Боттичини. Поклонение Младенцу Христу со святыми Варварой и Мартином - Фра Анжелико. Мадонна с Младенцем и четырьмя ангелами - Фра Анжелико. Мадонна с Младенцем, святыми Домиником и Фомой Аквинским - Дзаноби Строцци. Мадонна - Фунгаи. Мадонна с Младенцем - Школа Верроккьо. Мадонна с Младенцем - Филиппо Липпи. Видение блаженного Августина |
|      | 210 | Зал искусства Италии эпохи Возрождения XV в. (2)         | - Аноним (Венеция). Портрет Джироламо Джустиниани - Андреа делла Роббиа (мастерская). Мадонна с Младенцем - Аноним (Венеция). Портрет Ангесины Джустиниани - Бульони (мастерская). Мадонна с Младенцем - Андреа делла Роббиа - Бенедетто да Майано (последователь). Мужской портрет - Антонио Росселино (мастерская). Поклонение Младенцу - Андреа делла Роббиа - Бульони (?). Рождество |
|      | 211 | Зал искусства Италии эпохи Возрождения XV в.(3)          | - Грегорио ди Лоренцо. Мадонна с Младенцем - Антонио Росселино. Ленинградская Мадонна - Грегорио ди Лоренцо. Мадонна с Младенцем - Фра Бартоломео. Мадонна с Младенцем и четырьмя ангелами |
|      | 212 | Зал искусства Италии эпохи Возрождения XV — нач. XVI вв. | - Мино да Фьезоле (атт.). Мадонна с Младенцем - Бенедетто да Майано. Мадонна с Младенцем и Иоанном Крестителем - Аноним. Мадонна с Младенцем - Гандольфино да Рорето. Рождество - Бьяджо д'Антонио. Мадонна с Младенцем - Лоренцо Коста. Женский портрет - Франческо Франча. Мадонна с Младенцем, святыми Лаврентием, Иеронимом и двумя музицирующими ангелами - Ридольфо дель Гирландайо. Портрет пожилого мужчины - Альбертинелли. Поклонение младенцу Христу - Ферруччи (атт.). Мадонна с Младенцем и ангелами |
|      | 213 | Зал искусства Италии эпохи Возрождения XV в. (4)         | - Якопо дель Селайо. Мадонна - Франческо Франча. Положение во гроб - Якопо дель Селайо - Перуджино. Святой Себастьян - Перуджино. Мужской портрет - Десидерио да Сеттиньяно. Младенец Иисус - Якопо дель Селайо. Мадонна - Якопо дель Селайо. Св. Иоанн - Десидерио да Сеттиньяно. Младенец Иисус - Боттичелли. Св. Доминик - Филиппино Липпи. Благовещение - Филиппино Липпи. Поклонение младенцу Христу - Боттичелли. Св. Иероним |
|      | 214 | Зал Леонардо да Винчи                                    | Большой зал Невской анфилады. Архитектор Д. Кваренги, перестроен А. И. Штакеншнейдером в 1850-е годы. - Часы («Гробница Джулиано Медичи» Микеланджело) - Джампетрино. Кающаяся Магдалина - Никколо Роккатальята. Аллегория умеренности - Леонардо да Винчи. Мадонна Литта - Гобелен «Весна (Венера)» - Пьетро Такка. Трубящий юноша - Леонардо да Винчи. Мадонна Бенуа - Никколо Роккатальята. Вакх - Содома. Леда и лебедь - Часы («Гробница Джулиано Медичи» Микеланджело) |
|      | 215 | Зал школы Леонардо да Винчи                              | - Андреа дель Сарто. Св. Семейство с Иоанном Крестителем - Бернардино Луини. Св. Себастьян - Ридольфо дель Гирландайо. Св. Семейство со свв. Франциском и Иеронимом - Чезаре да Сесто. Св. Семейство со св. Екатериной - Палмеццано. Распятие - Неизвестный художник. Донна Нуда - Доссо Досси. Сивилла - Академия Леонардо да Винчи (предоставлено из частной коллекции). Неизвестная в желтом платье. - Корреджо. Портрет дамы |
|      | 216 | Зал искусства Италии эпохи Возрождения XVI в.            | Последний зал Невской анфилады Старого Эрмитажа, бывшая Угловая приемная. Архитектор А. И. Штакеншнейдер, 1850-е. - Баккиакка. Св. Лаврентий - Пьетро Такка. Несс и Деянира - Россо Фьорентино. Мадонна во славе - Анонимный скульптор. Похищение сабинянки - Приматиччо. Святое семейство со святой Елизаветой - Бароччи. Мужской портрет - Джулио Романо. Любовная сцена - Аллори. Аллегория христианской церкви - Нальдини. Вирсавия - Понтормо. Мадонна с Младенцем, святыми Иосифом и Иоанном Крестителем - Бронзино. Состязание Аполлона и Марсия |
|      | 217 | Зал искусства Венеции XV—XVI вв.                         | Надворная анфилада Старого Эрмитажа. - Пальма Ст. Мадонна с Младенцем и донаторами - Бастиани. Мадонна с Младенцем - Чима да Конельяно. Благовещение - Чима да Конельяно. Мадонна с Младенцем - Пальма Ст. Христос и грешница - Тициан. Поклонение Младенцу - Тициан. Бегство в Египет - Джорджоне. Мадонна с Младенцем - Джорджоне. Юдифь - Лотто. Преображение - Бонифачо Веронезе. Молодой человек |
|      | 218 | Зал искусства Венеции XVI вв.                            | - Бонифацио Веронезе. Мадонна с Младенцем и святыми - Бонифацио Веронезе. Поклонение пастухов - Лотто. Отдых на пути в Египет - Бордоне. Св. Семейство со св. Екатериной - Бонифацио Веронезе. Отдых на пути в Египет - Скьявоне. Лот с дочерьми - Лотто. Мадонна - Якопо Бассано Ст. Несение креста - Якопо Бассано Ст. Снятие с креста - Франческо Бассано Мл. Чудо с хлебами и рыбами - Франческо Бассано Мл. Осень - Бассано Ст. и Мл. Поклонение Младенцу - Якопо Бассано Ст. Св. Фабиан, Себастьян и Рох - Пальма Ст. Мадонна с Младенцем - Романино. Мадонна |
|      | 219 | Зал искусства Венеции XVI в. (2)                         | - Бордоне. Марс, Венера и Купидон - Моретто да Брешиа. Аллегория веры - Себастьяно дель Пьомбо. Несение креста - Себастьяно дель Пьомбо. Портрет кардинала Реджинальда Поула - Себастьяно дель Пьомбо. Оплакивание - Бордоне. Портрет дамы с сыном - Каприоло. Мужской портрет (автопортрет?) - Калькар. Мужчина в черном - Бордоне. Аллегория (Венера, Флора, Марс и Купидон) |
|      | 220 | Зал искусства Венеции XVI в. (3)                         | - Лотто. Семейный портрет - Тинторетто (мастерская). Портрет Винченцо Каппелло - Пальма Ст. Мужской портрет - Кариани. Искушение (Старик и молодая женщина) - Морони. Мужской портрет - Личинио. Семейный портрет - Моретто да Брешиа. Портрет мальчика с няней - Тициан (мастерская). Портрет сенатора из семьи Каппелло |
|      | 221 | Зал Тициана                                              | - Тициан. Кающаяся Мария Магдалина - Тициан. Даная - Тициан. Мадонна с Младенцем и Марией Магдалиной - Тициан. Несение креста - Тициан. Спаситель мира - Тициан. Св. Себастьян - Тициан. Портрет папы Павла III - Тициан (мастерская). Венера перед зеркалом (копия) |
|      | 222 | Зал искусства Венеции XVI в. (4)                         | - Якопо Тинторетто. Аполлон и музы - Веронезе. Воскресение - Кальяри. Св. Семейство со святыми - Кальяри. Портрет Томмазо Джунта - Веронезе. Автопортрет - Веронезе. Оплакивание - Веронезе. Поклонение волхвов - Веронезе. Диана - Веронезе. Мистическое обручение св. Екатерины |
|      | 223 | Зал декоративно-прикладного искусства Венеции XV—XVI вв. | |
|      | 224 | Контроль Эрмитажного театра                              | - Ринальди. Танцовщица - Бьенами. Танцующая вакханка - Гибсон |
|      | 225 | Фойе Эрмитажного театра                                  | Переходная галерея в зрительный зал из Большого Эрмитажа. Архитектор Л. Бенуа, 1903 г. Иногда используется для выставок. |

### Новый Эрмитаж, залы 226—254
| Фото | №   | Раздел                                                                      | Примечание |
| ---- | --- | --------------------------------------------------------------------------- | --- |
|      | 226 | Северный кабинет                                                            | |
|      | 227 | Лоджии Рафаэля                                                              | Архитектор Дж. Кваренги, 1780-е годы; в 1840-х годах перестроены Л. фон Кленце при строительстве здания Нового Эрмитажа. Витрины под окнами используются для проведения временных выставок |
|      | 228 | Итальянское искусство XV—XVI веков: майолика                                | |
|      | 229 | Зал Рафаэля                                                                 | В отделке зала участвовал А. И. Теребенев. Первоначально — Зал камей - Джулио Романо. Триумф Сципиона - Рафаэль. Мадонна Конестабиле - Ло Спанья. Мадонна с Младенцем - Рафаэль. Мадонна с безбородым Иосифом - Прокаччини. Мадонна с Младенцем - Арпино. Св. Клара со сценой осады Ассизи - Пармиджанино. Положение во гроб - Беккафуми. Мистическое обручение св. Екатерины - Гарофало. Брак в Кане Галилейской - Гарофало. Аллегория Ветхого и Нового завета - Гобелен. Аполлон и Зодиак - Лоренцетто (атт.). Мальчик на дельфине |
|      | 230 | Зал фресок Рафаэля                                                          | Зал служил «Кабинетом отдохновения» императрицы Александры Федоровны (супруги Николая I). - Аноним. Мужской портрет - Аноним. Аристотель - Бандинелли (атт.). Фавн - Бенвенуто Челлини. Персей (модель) - Мальчик, вытаскивающий занозу (копия) - Микеланджело. Скорчившийся мальчик - Сусини. Фарнезский бык (копия) |
|      | 231 | Итальянский кабинет                                                         | - Гвидо Рени. Св. Иосиф с Младенцем Иисусом - Гвидо Рени. Раскаяние св. Петра - Гверчино. Видение св. Клары - Симоне Кантарини. Св. Семейство - Лодовико Карраччи. Мадонна с Младенцем и святыми - Аннибале Карраччи. Отдых святого семейства на пути в Египет - Аннибале Каррачи. Автопортрет на мольберте - Андреа Сакки. Отдыхающая Венера - Франческини. Девушка в тюрбане - Доменикино. Вознесение Марии Магдалины |
|      | 232 | Итальянский кабинет (2)                                                     | - Бернини. Ангел (этюд) - Бернини. Экстаз святой Терезы (этюд) - Бернини. Константин Великий (этюд) - Дженовезе Пейрано. Цветы и бюст фавна - Доменико Фетти. Портрет актёра - Караваджо. Лютнист - Николя Турнье. Лютнист - Доменико Фетти. Поклонение пастухов - Доменико Фетти. Исцеление Товита - Бернини. Мужской портрет |
|      | 233 | Итальянский кабинет (3)                                                     | - Алессандро Маньяско и Клементе Спера. Отдых разбойников - Кастелло. Чудо с розами - Кастильоне. Сатиры, приносящие дары - Маньяско. Вакхическая сцена - Альгарди. Портрет Олимпии Памфили |
|      | 234 | Итальянский кабинет (4)                                                     | - Франческо дель Каиро. Портрет поэта - Микеланджело дель Кампидольо. Натюрморт с виноградом - Баттистелло Караччоло. Христос и Каиафа - Прети. Концерт - Андреа Ваккаро. Кающаяся Магдалина - Франческо Солимена. Аллегория правления - Франческо Солимена. Ревекка у колодца - Камилло Рускони. Портрет папы Григория XIII - Романелли. Геркулес и Омфала - Сальватор Роза. Мужской портрет |
|      | 235 | Итальянский кабинет (5)                                                     | - Пьетро Антонио Ротари. Аббат - Стефано Торелли. Портрет А.А. Чернышевой - Бенедетто Лутти. Мальчик с флейтой - Андреа Локателли. Пейзаж с Меркурием и Аргусом - Джованни Антонио Панини. Интерьер собора св. Петра в Риме - Джованни Паоло Панини. - Джузеппе Мария Креспи. Сцена в винном погребе - Джузеппе Мария Креспи. Свадьба - Джузеппе Мария Креспи. Автопортрет - Помпео Батони. Аллегория сластолюбия |
|      | 236 | Итальянский кабинет (6)                                                     | - Витторе Гисланди. Портрет мальчика - Джованни Баттиста Питтони. Диана и Эндимион - Пьетро Лонги. Театральная сценка - Лука Карлеварис. Регата на Гран-канале в честь Фредерика IV Датского - Франческо Гварди. Пейзаж - Тьеполо. Меценат представляет императору Августу свободные искусства - Гварди. Вид острова Сан-Джорджо Маджоре - Гварди. Пейзаж |
|      | 237 | Малый итальянский просвет                                                   | Первоначально — Зал испанской школы - Агостино Каррачи. Оплакивание Христа - Гверчино. Св. Иероним в пустыне - Россия, 1834-5 - Орацио Борджанни. Св. Карло Борромео - Грегорио Пагани. Мадонна с Младенцем и святыми - Ламберт Сустрис. Юпитер и Ио - Веронезе. Обращение Савла - Тинторетто. Рождение Иоанна Крестителя - Пальма Младший. Апостолы у гроба Девы Марии - Себастьяно дель Пьомбо. Оплакивание - Гверчино. Мученичество святой Екатерины - Гвидо Рени. Юность Девы Марии - Гвидо Рени. Спор отцов церкви о христианском догмате Непорочного зачатия - Орацио Джентилески. Амур и Психея - Франческо Альбани. Крещение Христово - Карло Маратта. Портрет папы Климента IX - Франческо Фурини. Три грации - Массимо Станционе. Клеопатра - Чиголи. Обрезание Христово - Карло Дольчи. Св. Екатерина Александрийская - Аннибале Каррачи. Святые жёны-мироносицы у гроба воскресшего Христа - Гверчино. Вознесение Марии - Франческо Фьеравино (Мальтезе). Натюрморт с восточным ковром - Никколо Реньери. Св. Себастьян - Пьетро Теста. Введение Марии во храм - Симоне Пиньони. Причащение св. Петрониллы - Алессандро Тиарини. Св. Семейство со святыми - Круг Караваджо. Мученичество апостола Петра - Франческо Альбани. Похищение Европы - Джордано. Суд Париса |
|      | 238 | Большой итальянский просвет                                                 | Архитектор перекрытия-просвета П. Очаков, в отделке зала участвовал А. И. Теребенев - Бернардо Строцци. Исцеление Товита - Валерио Кастелло. Избиение младенцев - Бернардо Строцци. Аллегория искусств - Франческо Лондонио. Крестьянская семья - Лука Джордано. Кузница Вулкана - Лука Джордано. Битва лапифов с кентаврами - Лука Джордано. Изгнание торгующих из храма - Лука Джордано. Оплакивание Христа - Джованни Биливерти. Прощание Товии с ангелом - Себастьяно Риччи. Детство Ромула и Рема - Маццуола. Гибель Адониса - Джузеппе Мария Креспи. Смерть св. Иосифа - Помпео Батони. Фетида забирает Ахилла у кентавра Хирона - Сальвадор Роза. Демокрит и Протагор - Сальвадор Роза. Блудный сын - Лука Джордано. Рождество Иоанна Крестителя - Сальвадор Роза. Одиссей и Навсикая - Пьетро да Кортона. Мученичество св. Стефана - Помпео Батони. Воздерженность Сципиона Африканского - Помпео Батонио. Геркулес на распутье между Добродетелью и Пороком - Пьеро Ротари. Александр Македонский и Роксана - Помпео Батони. Св. Семейство со св. Елизаветой и Иоанном Крестителем - Себастьяно Риччи. Авраам и три ангела - Белотто. Вид Пирны с правого берега Эльбы - Тьеполо. Муций Сцевола в лагере Порсенны - Тьеполо. Триумф полководца Мания Курия Дантата - Белотто. Площадь Нового рынка в Дрездене - Тьеполо. Кориолан под стенами Рима - Маркезини. Вакх и Ариадна - Тьеполо. Квинт Фабий Максим в сенате Карфагена - Маньяско. Пейзаж с дорогой в горах - Каналетто. Прием французского посла в Венеции. - Тьеполо. Похищение сабинянок - Маньяско. Морской берег - Грегорио Гульельми. Апофеоз царствования Екатерины II - Тьеполо. Призвание Цинцинната к власти диктатора - Микеле Мариески. Мост Риальто в Венеции - Лука Джордано. Сон юного Вакха |
|      | 239 | Испанский просвет                                                           | - Рибера. Раскаяние св. Петра - Рибера. Св. Онуфрий - Рибера. Се человек - Хуан де Пареха. Портрет кавалера ордена Сант-Яго - Мурильо. Поклонение пастухов - Рибальта (школа). Сан Винсенте, Сан Винсенте Феррер и св. Раймунд Пеньяфортский - Рибера. Св. Себастьян и св. Ирина - Мурильо. Убийство инквизитора Педро де Арбуэса - Рибера. Св. Иероним и ангел - Хуан Баутиста дель Маино. Явление Богоматери домениканскому монаху в Сориано - Хуан Баутиста дель Маино. Поклонение пастухов - Мурильо. Освобождение святого Петра из темницы - Висенсио Кардучо. Видение св. Антония Падуанского - Мурильо. Видение св. Антония Падуанского - Мурильо. Непорочное зачатие Уолпола - Алонсо Кано. Распятие - Сурбаран. Святой Лаврентий - Сурбаран. Отрочество Богоматери - Мурильо. Отдых святого семейства на пути в Египет - Мурильо. Благословение Иакова - Мурильо. Мальчик с собакой - Гойя. Портрет актрисы Антонии Сарате - Антонио де Пуга. Точильщик - Мурильо. Сон Иакова - Антонио Переда. Натюрморт с поставцом - Веласкес (мастерская). Портрет Филиппа IV - Веласкес. Завтрак - Веласкес (мастерская). Портрет Филиппа IV - Веласкес. Портрет Оливареса |
|      | 240 | Испанский кабинет                                                           | - Эль Греко. Портрет поэта Алонсо де Эрсилья-и-Суньига - Эль Греко. Апостолы Пётр и Павел - Луис Тристан. Портрет Лопе де Веги - Мигель Барросо. Святой Андрей - Кардучо. Бегство в Египет - Хуан де Хуанес. Мадонна с Младенцем и святыми - Рибальта. Пригвождение к кресту - Пабло де Сан Леокадио. Встреча Иоакима и Анны у Золотых ворот - Неизвестный художник. Положение во гроб - Неизвестный художник. Святой Фабиан и святой Себастьян - Пантоха де ла Крус. Портрет Диего де Вильямайора - Бартоломе Гонсалес-и-Серрано. Портрет герцогини Пармской - Алонсо Санчес Коэльо. Портрет инфанты Каталины Микаэлы - Педро Нуньес дель Валье. Благовещение - Луис де Моралес. Матер Долороса - Эль Греко. Святой Бернард - Луис де Моралес. Мадонна с Младенцем - Педро де Орренте. Чудо с хлебами и рыбами |
|      | 241 | Галерея истории древней живописи. Экспозиция: Европейская скульптура XIX в. | Преддверие картинной галереи Императорского музея. На стенах 80 картин на сюжеты из древнегреческих мифов и литературных источников. Иоганн Георг Хильтеншпергер выполнил их восковыми красками на латунных досках в подражание античной технике энкаустики. - Фальконе. Пигмалион и Галатея - Торвальдсен. Пастух - Карл Хоффман. Христос - Торвальдсен. Ганимед - Антуан Шаде. Кипарис - Раух. Милостыня - Канова. Три грации - Эмиль Вольф. Диана - Канова. Орфей - Канова. Кающаяся Мария Магдалина - Канова. Амур и Психея - Канова. Геба - Канова. Парис - Канова. Танцовщица - Раух. Данаида - Бьенэме. Танцующая вакханка - Пьетро Тенерани. Портрет С.Л. Шуваловой - Пьетро Тенерани. Бюст великой княжны Марии Николаевны - Антонио Россетти. Эсмеральда с козочкой Джали - Пьетро Тенерани. Портрет М.С. Воронцова - Пьетро Тенерани. Портрет Т.Д. Строгановой - Эмиль Вольф. Амур с атрибутами Геракла - Эмиль Вольф. Психея - Джозеф Ноллекенс. Портрет Чарльза Джеймса Фокса - Раух. Луиза Прусская - Жан-Жак Флаттерс. Портрет Ф.В. Ростопчина - Канова. Портрет Наполеона - Торвальдсен. Портрет Александра I - Раух. Портрет Николая I - Торвальдсен. Бюст великой княгини Елены Павловны - Луиджи Бьенеме. Зефир. - Пьетро Тенерани. Флора - Канова. Елена Прекрасная - Канова. Гений смерти - Канова (при участии мастерской). Парис (голова) |
|      | 242 | Парадная лестница Нового Эрмитажа                                           | На галерее верхней площадки выставляется европейская скульптура XVIII века - Лоренцо Бартолини. Виноградарь - Джованни Дюпре. Авель - Джованни Дюпре. Каин - Франсуа-Жозеф Бозио. Стреляющий Амур - Эдуард Шмидт фон дер Лауниц. Меркурий - Бьенэме. Диана с собакой - Лоренцо Бартолини. Смирение - Лоренцо Бартолини. Портрет Марии Нарышкиной (Гурьевой) - Лоренцо Бартолини. Нимфа, ужаленная скорпионом - Адамо Тадолини. Ганимед с орлом - Рональдо Ринальди. Эрминия - Эмиль Вольф. Ахиллес - Пьетро Тенерани. Венера и Амур, вынимающий ей занозу из ноги - Эмиль Вольф. Фетида на дельфине - Рудольф Шадов. Пряха - Доменико Карделли. Амур и Психея - Бертель Торвальдсен. Портрет Е.А. Остерман-Толстой - Луиджи Бьенэме. Телемак - Пьетро Тенерани. Психея, лишившаяся чувств - Джованни Бенцони. Диана с собакой - Эрик Густав Гёте. Спящая вакханка - Дженнаро Кали. Покинутая Психея - Генрих Имгоф. Мадонна с Младенцем - Эмиль Вольф. Нереида - Генрих Имгоф. Мать Моисея - Бьенэме. Амур, кормящий голубей - Эмиль Вольф. Амазонки - Бьенэме. Лежащая вакханка - Джованни Дюпре. Вакх-мальчик |
|      | 243 | Рыцарский зал                                                               | Первоначально — Зал монет и медалей - Четыре конных манекена с рыцарями в доспехах - А. ван Дипенбек и П. Буль. Охота на львов |
|      | 244 | Двенадцатиколонный зал                                                      | Первоначально — Зал монет и медалей, в советское время — выставочный зал отделения Западноевропейского рисунка, чьё хранилище размещалось на хорах зала. В настоящее время используется для проведения временных выставок. |
|      | 245 | Зал Снейдерса                                                               | По проекту в нём предполагался Зал монет и медалей, но был размещён Зал русской школы, до 1892 года в нём выставлялись «Последний день Помпеи» и «Медный змий». - Давид Тенирс Мл. Пейзаж со служанкой у колодца - Франс Снейдерс и Ян ван Букхорст. Повар у стола с дичью - Пауль де Вос. Дерущиеся собаки - Адриан ван Утрехт. Натюрморт с виноградом - Пауль де Вос. Натюрморт с битой дичью и омаром - Давид Тенирс Мл. Деревенский праздник - Давид Тенирс Мл. Картежники - Давид Тенирс Мл. Обезьяны в кухне - Давид Тенирс Мл., Адриан ван Стальбемт (?) Пейзаж (Встреча свв. Антония и Павла) - Адриан Браувер. Сцена в кабачке (Деревенский скрипач) - Давид Тенирс Мл. Караульня - Адриан Браувер. Деревенский шарлатан (Извлечение камня глупости) - Давид Тенирс Мл. Крестьяне, играющие в шары - Давид Тенирс Мл. Групповой портрет членов стрелковой гильдии «Oude Voetboog» («Старый Арбалет») в Антверпене |
|      | 246 | Зал Ван Дейка                                                               | Первоначально — Зал русской школы, до 1892 года в нём выставлялся «Девятый вал». - Мадонна с куропатками |
|      | 247 | Зал Рубенса                                                                 | - Венера и Адонис - Портрет камеристки инфанты Изабеллы - Персей освобождает Андромеду - Союз Земли и Воды - Пир у Симона фарисея - Отцелюбие римлянки - Вакх - Портрет Шарля де Лонгваля - Снятие с креста - Статуя Цереры - Христос в терновом венце - Несс и Деянира |
|      | 248 | Зал фламандской и голландской живописи                                      | - Бобовый король - Пир Клеопатры - Апостолы Павел и Варнава в Листре |
|      | 249 | Шатровый зал. Голландская живопись XVII в.                                  | Первоначально — Зал Голландской и фламандской школ - Терборх Бокал лимонада - Стен Гуляки - Де Влигер Флотилия на реке Маас у Роттердама - Ван дер Влит Женский портрет - Ван дер Влит Портрет девушки с веером |
|      | 250 | Голландская живопись XVII в.                                                | Первоначально — Зал немецкой школы - Геракл отнимает пояс у Ипполиты |
|      | 251 | Голландская живопись XVII в.                                                | Первоначально — Зал картин фламандской школы, затем — Квадратный зал. - Автопортрет |
|      | 252 | Голландское искусство XVII века                                             | Первоначально — Кабинет немецкой школы, затем Зал голландского натюрморта - Авраам на пути в Ханаан - Вирсавия за туалетом |
|      | 253 | Школа Рембрандта                                                            | Первоначально — Галерея фламандской школы, в советское время — закрытое для посещения хранилище снятых с экспозиции картин - Голова седобородого старика в профиль |
|      | 254 | Зал Рембрандта                                                              | Первоначально — Зал французской школы. - Возвращение блудного сына - Саския в образе Флоры - Пророчица Анна и ребёнок |

### Малый Эрмитаж, залы 255—262
| Фото | №   | Раздел                                                                                       | Примечание |
| ---- | --- | -------------------------------------------------------------------------------------------- | --- |
|      | 255 | Искусство Германии XV—XVIII вв.                                                              | Восточная (Петровская) галерея Малого Эрмитажа. Имя Петровской галерея получила от того, что в ней первоначально располагалась коллекция станков Петра I. - Мадонна с Младенцем под яблоней - Венера и Амур - Вергилий, читающий «Энеиду» Октавии и Августу |
|      | 256 |                                                                                              | Восточная (Петровская) галерея Малого Эрмитажа. Средний отсек. В отделке галереи принимал участие А. И. Теребенев. Первоначально в этом отсеке располагались часы «Павлин» |
|      | 257 | Искусство Голландии 2-я половина XVII—XVIII вв..                                             | Восточная (Петровская) галерея Малого Эрмитажа, первоначально — Галерея драгоценных вещей. |
|      | 258 | Зал искусства Фландрии, Голландии и Нидерландов XVII в., Нидерландская живопись XVI—XVII вв. | Переход между Малым Эрмитажем и Зимним дворцом, Переход между Новым и Малым Эрмитажами - Пейзаж с изображением мифа о Латоне и ликийских крестьянах |
|      | 259 | Романовская галерея Малого Эрмитажа. Экспозиция: Европейское средневековье                   | - Ваза Фортуни |
|      | 260 | Аполлонов зал                                                                                | Первоначально на этом месте была арка, соединяющая Малый Эрмитаж с Зимним дворцом, в 1793 году по проекту Д. Кваренги поверх арки сооружён зал. После пожара 1837 года восстановлен П. В. Стасовым со значительной переделкой интерьеров. В советское время в зале выставлялось прикладное искусство Нидерландов. В настоящее время используется для проведения временных выставок, как правило здесь показываются наиболее значительные отреставрированные картины перед их возвращением в основную экспозицию или проводятся выставки одной картины из других музеев. - Выставка двух отреставрированных картин Бронзино: «Состязание Аполлона и Марсия» и «Портрет Козимо I де Медичи» - Выставка «Прекрасной садовницы» Рафаэля из Лувра |
|      | 261 | Романовская галерея Малого Эрмитажа. Искусство Нидерландов XV века                           | |
|      | 262 | Романовская галерея Малого Эрмитажа. Искусство Нидерландов                                   | - Мадонна с Младенцем - Мария во славе - Музыкантши - Снятие с креста - Суд Париса |

### Зимний дворец, залы 263—308
| Фото | №   | Раздел                                                         | Примечание |
| ---- | --- | -------------------------------------------------------------- | --- |
|      | 263 |                                                                | |
|      | 264 |                                                                | |
|      | 265 |                                                                | |
|      | 266 |                                                                | |
|      | 267 |                                                                | |
|      | 268 |                                                                | |
|      | 269 |                                                                | - Ваза «12 месяцев» |
|      | 270 | Предцерковный зал                                              | |
|      | 271 | Большая церковь Зимнего дворца                                 | Восстановлена В. П. Стасовым после пожара 1837 года. Плафон в притворе написан П. В. Басиным, угловые росписи в главном зале (четыре евангелиста) работы Ф. А. Бруни. |
|      | 272 | Прикладное искусство Франции XV—XVII веков                     | |
|      | 273 | Зал искусства Франции XVI в.                                   | - Оплакивание Христа |
|      | 274 | Зал искусства Франции XVI в. (2)                               | |
|      | 275 | Зал искусства Франции XVI в. (3)                               | - Аллегорический портрет Анны Австрийской в образе Минервы |
|      | 276 | Зал искусства Франции XVII в.                                  | |
|      | 277 | Зал искусства Франции XVII в. (2)                              | |
|      | 278 | Зал искусства Франции XVII в. Зал Бурдона                      | - Мидас возвращает Силена Вакху - Венера и Эней |
|      | 279 | Зал искусства Франции XVII в. Зал Пуссена                      | Бывшая Гостиная Второй запасной половины, оформленной А. П. Брюлловым после пожара 1837 г. - Танкред и Эрминия - Пейзаж с Полифемом - Венера, Фавн и путти |
|      | 280 | Зал искусства Франции XVII в. Зал Лоррена                      | Один из залов Второй запасной половины, оформленной А. П. Брюлловым после пожара 1837 г. - Пейзаж с Аполлоном и сивиллой Кумской - Прибытие Улисса ко двору царя Ликомеда |
|      | 281 | Зал искусства Франции XVII в. (2)                              | |
|      | 282 | Александровский зал                                            | Создан А. П. Брюлловым после пожара 1837 года на месте Кавалергардского зала как зал памяти императора Александра I. Ранее в нём выставлялись картины Б. П. Виллевальде, посвящённые Заграничным походам 1813—1814 годов.                                                                      |
|      | 283 | Зал искусства Франции XVIII в.                                 | Первоначально — 1-й зал военных картин, ранее здесь выставлялись полотна А. Е. Коцебу, посвящённые сражениям XVIII века. |
|      | 284 | Зал искусства Франции XVIII века                               | Зал входил в анфиладу созданных А. Брюлловым после пожара 1837 г. пяти Залов военных картин — 2-й зал военных картин, ранее здесь выставлялись полотна А. Е. Коцебу, посвящённые сражениям XVIII века. - Капризница                                                                            |
|      | 285 | Зал искусства Франции XVIII века (2)                           | Зал входил в анфиладу созданных А. Брюлловым после пожара 1837 г. пяти Залов военных картин, 3-й зал военных картин, ранее здесь выставлялись полотна П. фон Хесса, посвящённые сражениям Отечественной войны 1812 года. - Ф. Буше. Пейзаж в окрестностях Бове - Н. Флейгельс. Наказание Амура |
|      | 286 |                                                                | Зал входил в анфиладу созданных А. Брюлловым после пожара 1837 г. пяти Залов военных картин — 4-й зал военных картин, ранее здесь выставлялись полотна А. Е. Коцебу и А. К. Айвазовского, посвящённые морским сражениям 1-й половины XIX века. - Портрет мальчика с книгой                     |
|      | 287 | Зал искусства Франции XVIII века (3)                           | |
|      | 288 | Зал искусства Франции XVIII века (3)                           | - Поцелуй украдкой |
|      | 289 | Белый зал                                                      | Создан А. П. Брюлловым к свадьбе будущего императора Александра II в 1841 году на месте нескольких небольших помещений. В настоящее время в зале экспозиция искусства Франции XVIII века. |
|      | 290 |                                                                | |
|      | 291 |                                                                | |
|      | 292 | Зал прикладного искусства Франции XVII—XVIII вв.               | Апартаменты в Первой запасной половине, зал был оформлен А. П. Брюлловым после пожара 1837 г. в стиле французского Ренессанса |
|      | 293 |                                                                | |
|      | 294 | Зал прикладного искусства Франции XVII—XVIII вв. (2)           | Бывшая Большая гостиная в апартаментах Первой запасной половины, оформленной А. П. Брюлловым после пожара 1837 г. |
|      | 295 |                                                                | |
|      | 296 | Зал прикладного искусства Франции XVII—XVIII вв. (3)           | Бывший Большой кабинет в апартаментах Первой запасной половины, оформленной А. П. Брюлловым после пожара 1837 г. |
|      | 297 |                                                                | |
|      | 298 | Зал искусства Великобритании                                   | Бывшая Спальня Первой запасной половины Зимнего дворца, оформленная А. П. Брюлловым после пожара 1837 г - Дама в голубом |
|      | 299 | Зал искусства Великобритании (2)                               | - Приближение грозы - Кузница |
|      | 300 | Зал искусства Великобритании (3)                               | Бывший Малый кабинет Первой запасной половины (арх. А. П. Брюллов, 1840-е) - Д. Рейнолдс. Амур развязывает пояс Венеры |
|      | 301 | Зал искусства Великобритании (4)                               | - Башкиры - Пограничная стража |
|      | 302 |                                                                | |
|      | 303 | Тёмный коридор                                                 | |
|      | 304 | Золотая гостиная. Апартаменты императрицы Марии Александровны  | Интерьер парадной гостиной в апартаментах императрицы Марии Александровны, супруги Александра II, создан А. П. Брюлловым в 1838—1841 гг., в 1850-х годах интерьер частично изменён А. И. Штакеншнейдером. В настоящее время в зале выставлена коллекция западноевропейских резных камней.      |
|      | 305 | Малиновый кабинет. Апартаменты императрицы Марии Александровны | Зал создан по проекту А. П. Брюллова после пожара 1837 года, в 1846 году полностью перестроен по проекту А. И. Штакеншнейдера. |
|      | 306 | Будуар. Апартаменты императрицы Марии Александровны            | Зал создан по проекту А. П. Брюллова после пожара 1837 года, в 1853 году полностью перестроен по проекту Г. А. Боссе. |
|      | 307 | Синяя спальня. Апартаменты императрицы Марии Александровны     | Архитектор А. П. Брюллов |
|      | 308 | Зеленая столовая. Апартаменты императрицы Марии Александровны  | Архитектор А. И. Штакеншнейдер. В настоящее время в зале выставлена коллекция западноевропейских резных камней. |

## 3-й этаж

### Зимний дворец, залы 314—400
Залы 314—350 созданы после реконструкции 1928—1930 годов на месте бывших Фрейлинских комнат (общим числом более 50) и Большого и Малого Фрейлинских коридоров и первое время использовались как служебные помещения. С декабря 1945 года до конца 2014 года в этих залах выставлялась французская живопись и скульптура XIX—XX веков. С декабря 2014 года экспозиция французского искусства находится в здание Главного штаба, а освободившиеся залы использовались для проведения временных выставок. В 2018—2021 годах залы были закрыты на реставрацию, по окончании которой в них были размещены «Запасная галерея европейской живописи XVII—XVIII веков» (залы 314, 316—323, 343—350) и «Запасная галерея памятников искусства Центральной Азии II—XIX веков» (залы 333—342). 28 мая 2021 года была открыта для публики Запасная галерея европейской живописи, а 17 июля того же года — Запасная галерея памятников искусства Центральной Азии
| Фото | №    | Раздел                                                                                              | Примечание |
| ---- | ---- | --------------------------------------------------------------------------------------------------- | --- |
|      | 314  | Портреты русских императоров                                                                        | |
|      | 315  | | До 2014 года — зал Родена |
|      | 316  | Мастера немецкой школы XVII века                                                                    | До 2014 года в залах 316—318 выставлялась живопись постимпрессионистов |
|      | 317  | Европейский портрет XVII века                                                                       | |
|      | 318  | Мастера итальянской школы XVII века                                                                 | До 2014 года в залах 318—320 выставлялась живопись импрессионистов |
|      | 319  | Европейский натюрморт XVII—XVIII века                                                               | |
|      | 320  | Европейский натюрморт XVII—XVIII века                                                               | До 2014 года в залах 320—330 выставлялась французская живопись эпохи романтизма, а также реалистическое искусство |
|      | 321  | Зал «бытового жанра» XVII века                                                                      | |
|      | 322  | Европейский пейзаж XVII века                                                                        | |
|      | 323  | Европейский пейзаж XVII века                                                                        | До 2014 года — зал Парижского салона |
|      | 324  | | До 2014 года — зал Парижского салона |
|      | 325  | | |
|      | 328  | | |
|      | 329  | | |
|      | 330  | Зал Хендрика Голциуса                                                                               | До 2014 года — зал Парижского салона |
|      | 331  | Рубенс и северное барокко                                                                           | До 2014 года в зале выставлялась французская живопись эпохи классицизма |
|      | 332  | Караваджисты (картины мастеров римской, фламандской, французской школ живописи XVII в.)             | До 2014 года в зале выставлялась французская живопись эпохи классицизма |
|      | 333  | Предварение Запасных галерей искусства Азии и Европы.                                               | |
|      | 334  | Живопись Тибета (тангка)                                                                            | |
|      | 335  | Живопись Хара-Хото                                                                                  | |
|      | 336  | Фрески Турфана                                                                                      | |
|      | 337  | Фрески Турфана                                                                                      | |
|      | 338  | Фрески Турфана                                                                                      | |
|      | 339  | Фрески Кучарского оазиса                                                                            | |
|      | 340  | Согдийские фрески Уструшана                                                                         | |
|      | 341  | Согдийские фрески Пенджикента                                                                       | |
|      | 342  | Скульптура Юго-Восточной Азии                                                                       | |
|      | 343  | Итальянские мастера XVII века                                                                       | До 2014 года выставлялась живопись группы Наби и скульптура Майоля и Бурделя. |
|      | 344  | Зал Луки Джордано и Джованни Батисты Питтони                                                        | До 2014 года в залах 344—346 выставлялась живопись Матисса. |
|      | 345  | Французский портрет XVIII века                                                                      | |
|      | 346  | Автопортреты и портреты художников                                                                  | |
|      | 347  | Парадный портрет европейских монархов XVIII века                                                    | До 2014 года в залах 347—348 выставлялся Пикассо |
|      | 348  | Европейская неоклассика второй половины XVIII века                                                  | |
|      | 349  | Европейский пейзаж XVIII века                                                                       | До 2014 года выставлялась живопись фовистов и скульптура Майоля и Бурделя |
|      | 350  | Зал Бернардо Белотто                                                                                | До 2014 года выставлялась живопись фовистов |
|      | 351  | | В зале отсутствует экспозиция, и он служит проходным помещением от верхней площадки Салтыковской лестницы (зал 380) к бывшему Камер-юнгферскому коридору (зал 359). Также в нём расположен временный пост охраны Эрмитажа. |
|      | 351а | | Залы 351а—356 временно закрыты для публики и используются как служебные помещения. |
|      | 352  | | Зал перестроен в конце XIX века из нескольких небольших помещений и использовался как Гимнастическая комната. В 1928—1929 годах прошел капитальную реставрацию |
|      | 353  | | |
|      | 354  | | |
|      | 355  | | |
|      | 356  | | |
|      | 357  | Зал культуры и искусства Китая                                                                      | Бывшая Бильярдная |
|      | 358  | Зал нэцке                                                                                           | |
|      | 359  | Зал культуры и искусства Китая. Синьцзян                                                            | Первоначально здесь находился Камер-юнгферский коридор, в полу которого были пробиты световые окна для освещения Тёмного коридора (зал 303). Перестроен в экспозиционные залы в 1929—1930 годах с закладкой световых колодцев на 2-й этаж. Постоянная экспозиция искусства Китая и Востока в бывшем Камер-юнгферском коридоре и примыкающих к нему залов развёрнута в 1939 году.            |
|      | 359а | Зал культуры и искусства оазисных городов-государств Восточного Туркестана: Турфан                  | |
|      | 360  | Зал памятников монастыря «Пещеры 1000 будд». Дуньхуан                                               | - Портфель С. Ф. Ольденбурга |
|      | 361  | Зал памятников монастыря «Пещеры 1000 будд». Дуньхуан (2)                                           | |
|      | 362  | Зал искусства тангутского государства Западное Ся (982—1227) из Хара -Хото                          | |
|      | 363  | Зал искусства тангутского государства Западное Ся (982—1227) из Хара -Хото (2)                      | |
|      | 364  | Зал буддийского искусства Монголии и Тибета                                                         | |
|      | 365  | Зал буддийского искусства Монголии и Тибета (2)                                                     | |
|      | 366  | Археологические памятники Монголии XIII века.                                                       | - Чингисов камень |
|      | 367  | Ноин-Ула — археологический комплекс кочевой культуры азиатских гуннов (сюнну), северная Монголия    | |
|      | 368  | Искусство Индии I—XIX вв. Зал индийского оружия                                                     | |
|      | 369  | Искусство Индии I—XIX вв. Зал индийской миниатюры                                                   | |
|      | 370  | Искусство Индии I—XIX вв. Зал древней и средневековой скульптуры Индии                              | |
|      | 375  | Зал культуры и искусства Японии                                                                     | |
|      | 376  | Зал культуры и искусства Японии (2)                                                                 | Бывшие покои фрейлин. |
|      | 380  | Салтыковская лестница. Искусство Византии                                                           | Верхняя площадка Салтыковской лестницы |
|      | 381  | Искусство Византии IV—XV вв. Зал раннехристианских и византийских памятников IV—X вв.               | |
|      | 381а | Искусство Византии IV—XV вв.                                                                        | - «Богоматерь из Благовещения» |
|      | 382  | Искусство Византии IV—XV вв. Зал памятников средне и поздневизантийского времени: X-середины XV вв. | |
|      | 383  | Зал искусства и культуры Ближнего Востока исламского периода VIII—XII вв.                           | - Замок от городских ворот Иерусалима |
|      | 384  | Зал искусства и культуры Ближнего Востока исламского периода XIII вв.                               | |
|      | 385  | Искусство и культура стран Ближнего Востока XIII−XV веков: Мамлюкский султанат                      | |
|      | 386  | Искусство и культура стран Ближнего Востока XIII−XV веков: Мамлюкский султанат                      | |
|      | 387  | Искусство и культура стран Ближнего Востока XIII−XV веков: Мамлюкский султанат                      | |
|      | 388  | Искусство исламского Ближнего Востока. Османская империя                                            | |
|      | 389  | Искусство исламского Ближнего Востока. Османская империя                                            | |
|      | 390  | Искусство исламского Ближнего Востока. Османская империя                                            | |
|      | 391  | Искусство Ирана III — начала XX вв.                                                                 | |
|      | 392  | Искусство Ирана после арабского завоевания                                                          | Залы 392—397 долгое время использовались для проведения временных выставок Отдела Востока, в 2018—2021 годах прошли реставрацию и 9 декабря 2021 года в них была открыта для посещения обновлённая экспозиция искусства Персии/Ирана III—XIX веков |
|      | 392а | Персидские рукописи, миниатюры и рисунки                                                            | Зал образован из двух отгороженных частей залов 394 и 395 и долгое время являлся служебным помещением. |
|      | 393  | | |
|      | 394  | Художественная керамика Ирана XV—XVII веков                                                         | |
|      | 395  | Художественная керамика Ирана XVII—XVIII веков                                                      | |
|      | 396  | Художественный металл Ирана XV—XVIII веков                                                          | |
|      | 397  | Иран при Каджарах                                                                                   | |
|      | 398  | Нумизматические коллекции                                                                           | - Медная плита в 1 далер. Швеция, Карл X Густав. 1657 - Рубли и полтины 1654 года - Тинфы и бородовые знаки Петра I |
|      | 399  | Медальное искусство                                                                                 | До 1946 года вместе с залом 152 составлял одно двухсветное помещение, в нём была размещена оранжерея — «Помпейский сад Зимнего дворца». В ходе реконструкции 1946—1947 годов на уровне 3-го этажа было возведено перекрытие и образован зал 399, отданный под нумизматические коллекции. - Станок токарно-копировальный медальерный и гильошинный работы А. К. Нартова из «Токарни» Петра I |
|      | 400  | Нумизматические коллекции                                                                           | - М. ван Реймерсвале. Меняла и его жена - Сосновоборский клад 1972 года |

Залы третьего этажа здания Нового Эрмитажа используются как служебные помещения.